# Harley-Davidson Softail
Softail è un modello e una gamma di motociclette stradali stile "Custom" costruite dall'Harley-Davidson Motor Company dal 1984.

## Origine
Si attribuisce l’idea del telaio “Softail” all'ing. Bill Davis del Missouri, il quale nel 1974 progettò un telaio ad hoc per la sua Super Glide del 1972. Per dare l'apparenza visiva di un telaio rigido o “hardtail” molto di moda sui chopper di quel periodo; progettò un braccio oscillante triangolare con due molle e ammortizzatore (recuperati da una motoslitta) posizionati sulla parte alta del telaio nascosti sotto la sella, a lavorare in compressione. Il tutto per ottenere la linea dritta e pulita fra il serbatoio e l’asse della ruota posteriore, come un telaio rigido, ma assicurando nel contempo un certo comfort e la garanzia di tenere salda la gomma al terreno, grazie all’ammortizzazione della ruota posteriore. Questa posizione degli ammortizzatori però toglieva spazio per la batteria e il serbatoio dell’olio. Bill Davis brevettò il suo progetto e nell'agosto del 1976 presentò a Willie G. Davidson e allo staff di designer Harley Davidson il suo telaio, però anche se interessati non se ne fece nulla. A questo punto Davis migliorò il progetto posizionando gli ammortizzatori sotto il cambio in posizione orizzontale facendoli lavorare in trazione. Il primo telaio battezzato “Sub Shock” venne distribuito dalla Road Worx, società di proprietà dell'ing. Bill Davis; non riuscendo però a coprire i numerosi debiti, per via di una gestione fallimentare, tentò invano di vendere il suo brevetto a svariate aziende (compresa la Honda, che non lo acquistò). A quel punto ripresentò il suo progetto alla Motor Company che questa volta accettò, acquistando ufficialmente il 6 gennaio 1982 il brevetto. Dopo 18 mesi di progettazione, viene presentata la prima Harley Davidson con telaio “sub shock”. La Harley Davidson FXST Softail.[1]

## Contesto ed evoluzione
Nel 1981 l'AMF rivendette la Harley-Davidson Motor Company ad un gruppo di 13 investitori guidati da Vaughn Beals e Willie G. Davidson, erede di uno dei fondatori. Da quel momento iniziarono le azioni per riportare il marchio americano di motociclette ai fasti di un tempo. Alla fine del 1983 viene presentato il nuovo bicilindrico denominato Evolution. Tutta la gamma 1984 venne ripresentata con il motore Shovelhead, tranne la nuova "FXST Softail". La prima Harley Davidson con motore Evolution.

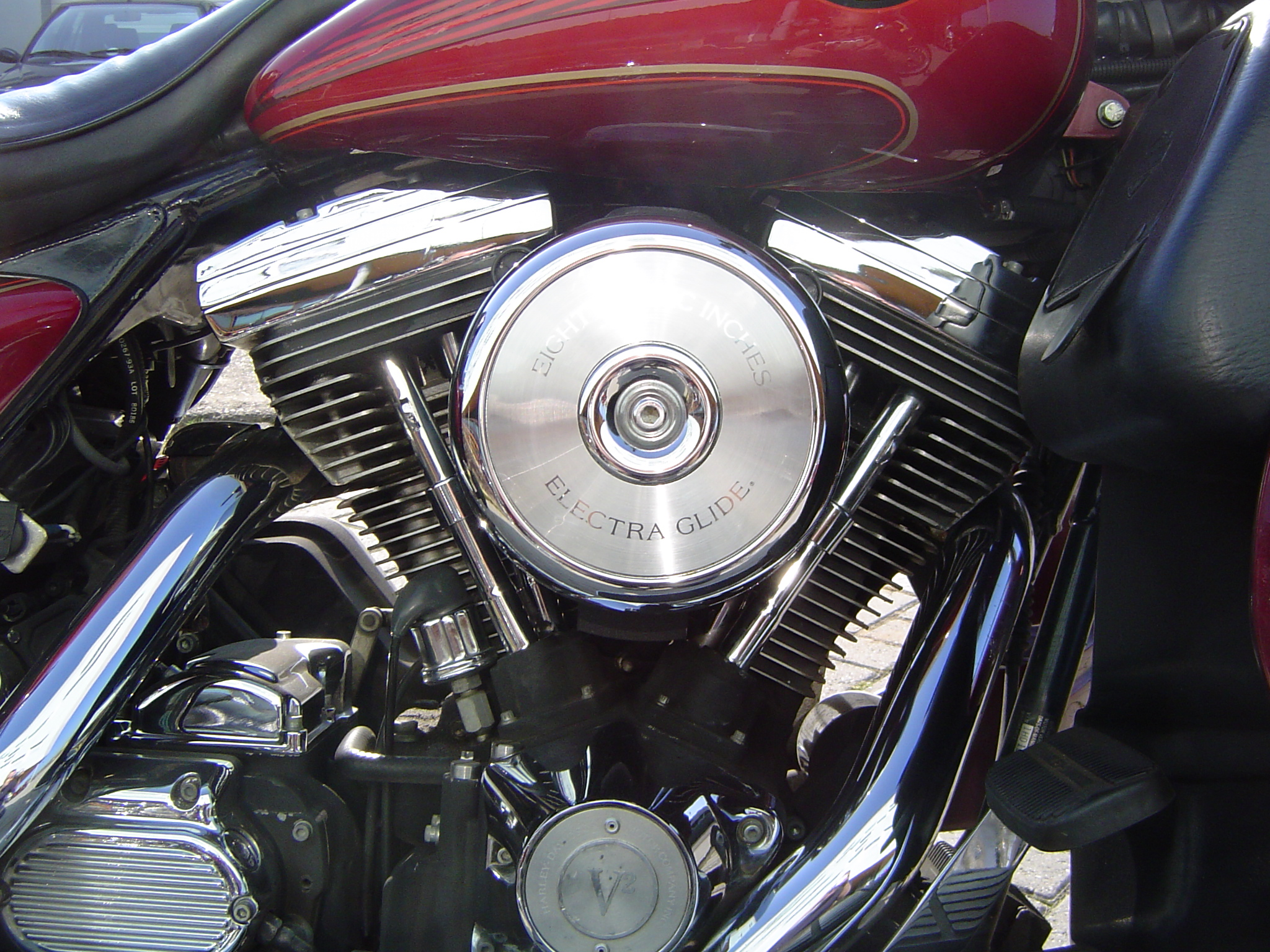
Propulsore Evolution

Una vera rivoluzione per i modelli Harley Davidson. Un nuovo motore in alluminio su un telaio con ammortizzatori nascosti sotto la trasmissione, con uno stile ispirato nelle linee dell’Hydra Glide. Il successo fu immediato e furono subito vendute 5000 moto, diventando la Harley Davidson più venduta in quell'anno. Dalla sua presentazione al 2017 le caratteristiche dei modelli Softail restano sostanzialmente invariate come la forma del telaio e dei serbatoi, i doppi ammortizzatori orizzontali, la trasmissione a cinghia dentata e l'estetica generale. Le coperture posteriori progressivamente aumentano la sezione (dapprima da 130 mm a 150, poi 160, 180, fino ad arrivare anche a 240 mm). Gli impianti frenanti vengono conseguentemente adeguati con nuovi dischi freno e pinze a due pistoncini, così come il numero di rapporti, che passa da 5 a 6, con conseguente diminuzione dei giri motore a pari velocità ed aumento della velocità massima.
La denominazione Softail (letter.”Coda soffice”) trae la sua origine dal fatto che come linea si ispira alle moto con telaio rigido senza sospensioni posteriori, cosiddetto "hardtail" (lett. “Coda rigida”), ma non rinunciando al ammortizzazione, per questo la scelta del nome in contrapposizione.
Nel 1986 viene presentata la "FLST Heritage", una Electra Glide però più piccola e leggera, e per questo prese la sigla “FL” come le Touring. In stile “old school” ispirata al Duo Glide del 1958, l’Heritage ne riprende la carenatura del faro, la ruota anteriore da 16” e i parafanghi avvolgenti.
Da quel momento la gamma Softail si divide in due. Le “FX” con ruota anteriore da 21”, moto snelle con uno stile “chopper”; e le “FL” con ruote massicce all’anteriore, carenature e forcelle di dimensioni più importanti, il tutto per ottenere uno stile rétro. 

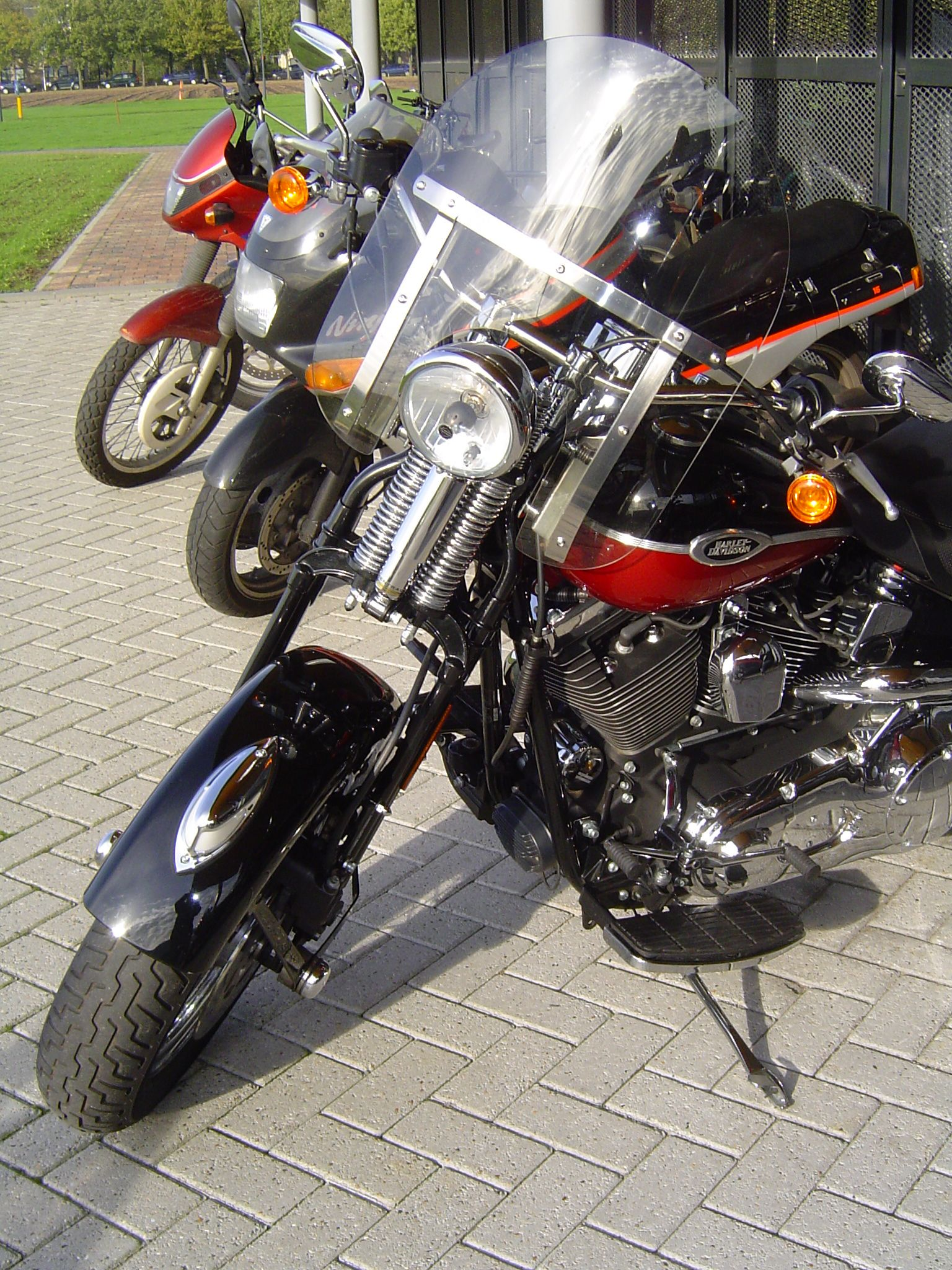
Forcella Springer

Nel 1988 per rendere ancora più "nostalgica" la gamma, viene presentata la "FXSTS Softail Springer", la quale ripropone in chiave moderna la forcella Springer a molle esterne adottata sulle Harley Davidson fino al 1948, però completamente cromata, sovradimensionata, dotata di boccole in teflon, freno a disco con pinza flottante e ammortizzatore idraulico.
Il 1990 è l’anno dell’introduzione di uno dei modelli Softail più iconici e duraturi nel tempo: l’"FLSTF Fat Boy". Imponenti forcelle anteriori, faro tondo con faretti supplementari preceduti da una cover piastre cromata, ruote grosse con cerchi lenticolari e teste con inserto giallo. Ne furono vendute nell'anno del debutto 4400 e dal quel momento la Fat boy comparirà nei cataloghi Harley fino ad oggi.
Nel 1995 è il momento della "FXSTSB Softail Bad Boy", un modello “chopper” con forcella Springer completamente nera, parafango Fat Bob e cerchio posteriore lenticolare del Fat Boy.
Nel 1997 nasce la "FLSTS Heritage Springer", nella quale la forcella a molle esterne, ripropone il glorioso “Panhead” (hardtail) del 1948 con avantreno a parallelogramma. Questo modello rimarrà in produzione per 8 anni fino 2003 con l'ultima versione del centenario. Dal 2004 fino al 2007 si produrranno dei modelli simili, chiamati "FLSTSC Softail Springer Classic".

Il 1998 vede aumentare l’offerta dei modelli Softail, con la nascente "FXSTB Night Train", un Softail Custom con drag-bar e finiture “all black”. Tutto il motore, il cerchio lenticolare posteriore e il cruscotto sono coperti da una verniciatura nera a polvere con effetto ruvido, in contrapposizione al nero lucido della carrozzeria. L’idea del Night Train è arrivata da una richiesta di Carlo Talamo, all’epoca importatore Harley Davidson. 

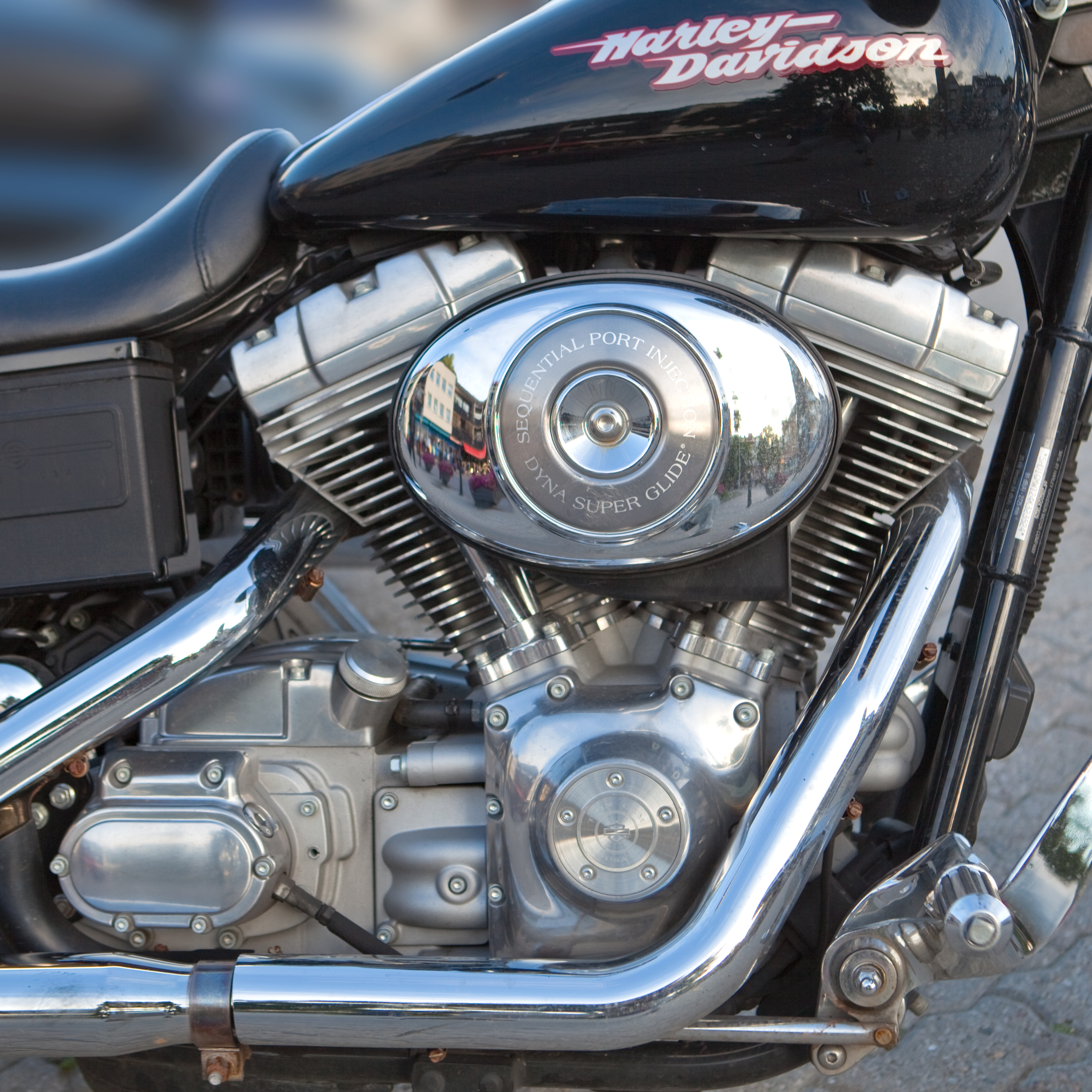
Propulsore Twin Cam 96

Nel 1999 sui modelli Dyna e Toring, viene sostituito il motore Evolution con il nuovo Twin Cam 88 (1450 cm³). Però visto che sui Softail il motore è montato in maniera solidale al telaio, si dovette attendere la gamma 2000 per l’introduzione del Twin Cam 88B (1450 cm³) che per smorzare le vibrazione a differenza del Twin Cam 88, ha due contralberi di bilanciamento. Il motore Twin Cam si caratterizza anzitutto per la presenza di due alberi a camme nel basamento anziché uno (da cui il nome) e per la cilindrata di 1.450 cm³ circa (88 in³), che saliranno progressivamente sino ad un massimo di 1.802 cm³ (110 in³). L'architettura del propulsore, rispetto all'Evolution, resta sostanzialmente invariata: distribuzione ad aste e bilancieri, raffreddamento ad aria, due valvole per cilindro; in generale l'aspetto esteriore del motore, fatte salve le teste di maggiori dimensioni (da cui anche il termine 'Fathead' con cui talora viene identificato il Twin Cam). Per l’adozione del nuovo motore, anche il telaio viene leggermente rivisto con la trave centrale che si interrompe all’altezza del cambio, il tutto per contenere la coppia del motore e migliorare la tenuta di strada.
Dal 2004 è offerta come optional l’iniezione elettronica, la quale soppianterà definitivamente il carburatore nel 2007 con l’adozione del Twin Cam 96 (1580 cm³). 
Le più evidenti novità di stile saranno introdotte nel 2008 con il "Rocker C", una short track estrema, pneumatico posteriore da 240 mm sormontato da un parafango avvolgente flottante fissato al forcellone mobile e un frontale fortemente inclinato con ruota stretta. Altra novità è la  "FLSTF Cross Bones", una springer “all black” con grafiche pinstripping che si rifanno alla “Kustom Kulture” e una mono sella a molle esterne a ricordare lo moto della Seconda guerra mondiale. La Cross Bones è l’ultimo modello Harley Davidson a montare la forcella Springer. Con la sua uscita di scena nel 2012 sarà l’ultima moto in assoluto a presentare questo tipo di sospensione frontale. A metà degli anni 10 le modifiche ai modelli Softail, oltre all’adozione del motore a cubatura maggiorata Twin Cam 103 (1690 cm³), vanno dal miglioramento delle sospensioni e impianto frenante. 
Nel settembre 2017 viene presentata la nuova linea Harley Davidson (M.Y. 2018) dotata dei nuovi propulsori Milwaukee-Eight. Per adattarsi al nuovo motore con distribuzione a 8 valvole il telaio Softail è stato completamente ridisegnato e nel contempo scompare la gamma Dyna Glide, assorbita dalla gamma Softail. Il nuovo telaio ora prevede un mono ammortizzatore regolabile posizionato nella zona sotto sella. All'anteriore invece le sospensioni sono studiate con la nuova tecnologia SDBV. Tutte le versioni adottano di serie l'avviamento Keyless (senza chiave) e il sistema di antifurto Harley-Davidson Smart Security. Le geometrie del nuovo telaio e della ciclistica hanno inoltre permesso di ridurre leggermente il contatto delle pedane con l'asfalto nelle curve più strette, problema ben noto nelle versioni precedenti.
Di base, nella gamma 2018, viene proposto il motore Milwaukee-Eight 107 (1745 cm³) con raffreddamento ad aria e olio, in alternativa alcuni modelli sono ordinabili con il Milwaukee-Eight 114 (1870 cm³) ovvero il medesimo propulsore, ma con cubatura aumentata. Nei primi mesi del 2018, viene entra a catalogo la nuova "Sport Glide", un cruiser a metà strada tra una sportiva ed una touring. La caratterizzano le borse laterali a bauletto a sgancio rapito (sistema Hold-Fast studiato per softail) e un piccolo batwing frontale da 1.5 pollici, anch'esso dotato di sgancio rapido. Cerchi in lega Mantis con disegno volvente, scarichi 2 in 1 e una nuova forcella a steli rovesciati da 43 mm.
La gamma MY2019, presentata nell'agosto del 2018, sono riproposti tutti i 9 modelli Softail già catalogo nel 2018, e sostanzialmente invariati rispetto all'anno precedente. La famiglia Softail si allarga con l'introduzione del decimo modello a listino, la FXDR-114. Definita una Power Cruiser. Una moto sportiva ispirata ai modelli per gare d'accelerazione. Seduta bassa con serbatoio allungato e coda tronca a sbalzo che mette in risalto l'imponente pneumatico posteriore da 240 mm. Nuovi il filtro aria esterno a sbalzo che ricorda i filtri racing della Screamin Eagle, e lo scarico 2 in 1 con finale triangolare. Contraddistinta da numerose parti in leghe leggere ed il forcellone in alluminio, che consentono di ottenere un peso totale a 303 kg, migliorando le prestazioni sportive. Monta il motore Milwaukee-Eight 114 che sviluppa 100,57 CV con una coppia di 160 Nm.
Per il MY2020, tutta la gamma Softail è stata riconfermata con poche differenze, a partire dalla Breakout e la Heritage Classic che ora sono disponibili solo con motore Milwaukee-Eight 114. La vera novità di quest'anno è il ritorno in listino della Low Rider S (Low Rider S su telaio Dyna, usci di produzione nel settembre 2017). È la versione ancor più sportiva del Low Rider, disponibile in nero e grigio entrambi opachi, tutte le finiture e motore completamente neri e ruote in alluminio pressofuso a raggi di colore bronzo scuro opaco. A distinguerla esteticamente, oltre al colore, è il mini cupolino su un manubrio da 1 pollice. A conferire più sportività a questo modello rispetto alla versione standard sono le forcelle sportive a cartuccia a steli rovesciati, l'inclinazione di 28 gradi del cannotto di sterzo rispetto ai 30 gradi del Low Rider Standard, e il doppio disco freno anteriore da 300 mm. Tutte queste caratteristiche, unite all'adozione del motore 114, aumentano e migliorano la maneggevolezza e la sportività del mezzo.

## Curiosità
La denominazione "Softail" è un marchio registrato come "sistema di ammortizzazione per motocicli" di proprietà della Harley-Davidson Motor Company. È stato coniato e registrato con il rilascio del FXST Softail nel 1984. Da allora, la parola si è ampliata per includere tutta una gamma di motociclette.
Nel film del 1991 "Terminator 2 - Il giorno del giudizio" diretto da James Cameron, in una scena d'inseguimento il "Terminator" interpretato da Arnold Schwarzenegger fugge a bordo di un Fat Boy nero. Questa scena presente nel film pluripremiato con 4 Oscar, ha incrementato ancor di più il fascino e la fama di questo modello di Harley Davidson, presente anche nella locandina ufficiale del film.
Nel film del 1992 "L'infiltrato" con Charlie Sheen e Michael Madsen, che racconta la storia di un poliziotto infiltrato in un MC, i due attori principali cavalcano rispettivamente un Softail Custom ed un Heritage Classic.